# 高校生平和大使
高校生平和大使（こうこうせいへいわたいし、英語：Hiroshima Nagasaki Peace Messengers または Youth Communicators for a World without Nuclear Weapons）は、1998年に長崎県長崎市で開始された、日本の高校生による平和運動。
核兵器廃絶と平和な世界の実現を求め、ヒロシマ・ナガサキの声を世界に届ける目的で「高校生1万人署名」活動などをおこない、毎年、夏のジュネーブ軍縮会議にあわせて代表を派遣している。
「1人ひとりの力は微力だが、無力ではない」がスローガン。

## 概要
1989年7月、「ながさき平和大集会」が長崎市で開催された。この会は、秋月辰一郎、小池スイ（長崎県地域婦人団体連絡協議会会長）によってつくられ、思想や信条の違いを超えて、市民が自由に参加でき、核兵器廃絶と被爆者援護の充実を目的とした集会で以降毎年開催されている。当初は、長崎国際文化会館（現長崎原爆資料館）館長の松永照正らが代表委員を務めた。
1998年5月、インドとパキスタンが核実験をおこなった。これがきっかけとなり、「ながさき平和大集会」から平和大使（高校生2人）を選出し、メッセージを国連へ届けることになった。以来、毎年、高校生に対象を絞って選考し、ジュネーブ軍縮会議へ参加している。
2001年1月、高校生1万人署名活動実行委員会が発足した。この会は夏に国連欧州本部を訪問する高校生平和大使に託し、届けてもらうために街頭署名活動を行った。署名簿は届けられ、永久保存されることになった。
2002年にはイタリアで、ローマ教皇ヨハネ・パウロ2世との特別謁見を果たした。
2002年には、「ミサイルよりもえんぴつを」をスローガンとした「高校生1万本えんぴつ運動」を始めた。
2006年には「高校生アジア子ども基金」を創設した。このほかにも、さまざまな地震救援募金活動をおこなっている。予算の関係から、高校生平和大使を廃止するという議論もあったが、前述の松永らが、一度無くすと再びつくるのは難しいと強く維持を訴え、継続に至った。
2013年、被爆地の実態を世界に伝える若い世代の語り部として、日本政府が創設した「ユース非核特使」の第1号として認定された。
高校生平和大使の派遣委員会は、2018年からノルウェーのノーベル平和賞委員会に「高校生平和大使」を推薦する活動を実施しており、2021年まで毎年推薦は委員会に受理されている。
2019年には、活動を採り上げたミュージカル「Signs!　―微力だけど無力じゃない―」が制作、上演された。主演は岩田華怜。
2021年8月29日、長崎と広島両被爆地とハワイの高校生（イオラニ　スクール）ら計約40人が、オンラインの学習交流会を開いた。6歳の時に真珠湾攻撃を経験したドリンダ・ニコルソン（ハワイ在住）の証言を聞くなど意見交換を行い相互理解を深めた。
2022年6月11日、17都道府県から選ばれた高校生31人が参加して、核兵器廃絶を世界に訴える第25代高校生平和大使の結団式が広島市で行われた。
2023年6月、第26代高校生平和大使が決定。全国の16都道府県から22人が選ばれた。第26代高校生平和大使と第25代高校生平和大使1人の計23名は、8月19日から26日の日程で渡欧し、スイス・ジュネーブの国連欧州本部を訪れた。高校生平和大使の国連欧州本部訪問は新型コロナウイルスの影響で4年ぶりとなった。8月22日午前1時（現地時間21日午後6時）、小笠原一郎軍縮会議日本政府代表部大使主催のレセプションに招かれ、外務省のユース非核特使として国連軍縮フェローシップ・プログラム参加者24名と意見交換を行った。意見交換会には、メラニー・レジンバル国連軍縮部ジュネーブ事務所長や国連軍縮フェローシップ・プログラムに参加している各国の若手外交官等が参加した。平和大使の代表者が家族の被爆体験についてスピーチを行い、核兵器のない世界の必要性を訴えるなど交流を深めた 。翌日、高校生平和大使は、ジュネーブ軍縮会議を傍聴した。その後、国連軍縮部ジュネーブ事務所を訪問し、活動の報告を行うとともに核廃絶に向けて集めた約62万5000筆の署名を提出した。26日の帰国後、長崎市内で帰国報告会を開いた。
2024年8月、第27代高校生平和大使がスイス・ジュネーブの国連欧州本部を訪問、全国で集めた96,000筆あまりの核兵器廃絶署名を提出した。
第27代高校生平和大使は17都道府県から23人が選出された。体調不良の1人を除く22人が8月18日から23日の日程でスイスへ向かった。軍縮会議を傍聴したり、外交官と意見を交わした。
シンクタンク「ジュネーブ安全保障政策センター」（Geneva Centre for Security Policy）や「国連軍縮研究所」(United Nations Institute for Disarmament Research 略称：UNIDIR) なども訪問した。訪問先には、千羽鶴計1万羽を届けた。
2024年10月11日、日本被団協にノーベル平和賞を授与する発表があった。同年12月にノルウェーの首都オスロで開催された授賞式に代表4人も参加した。式に前後して現地の高校生や若者と交流を行うなど平和活動を行った。
2025年1月、今年3月に国連本部で開かれる核兵器禁止条約の締約国会議に、長崎市にある「高校生平和大使派遣委員会」は高校生平和大使代表4名を派遣することを決めた。
2025年2月、高校生平和大使代表3名が3月4日から始まる核兵器禁止条約の締約国会議を傍聴するために渡米すると発表された。

## 第28代　高校生平和大使
2025年2月、広島市と長崎市の市民団体「高校生平和大使派遣委員会」は、8月にスイス・ジュネーブの国連欧州本部に核兵器廃絶を求める署名を届ける第28代目となる高校生平和大使約30人を募集すると発表した。
2025年6月、「高校生平和大使」の結団式が広島市で開かれた。18都道府県から24人が選ばれて集まった。